# Barjaktarka
Barjaktarka (lat. Aulopus filamentosus) riba je iz porodice Aulopidae (Barjaktarke). Ovo je riba većih dubina, živi na području od 50 do 1000 m. Nije tipična riba našeg mora iako je utvrđeno da je 3 puta uhvaćena u Jadranu, drugi put 28. siječnja 2006. Treći put ova vrsta je uhvaćena na 110 metara dubine na dubrovačkom području 16. siječnja 2020., potvrđeno u Institutu za more i priobalje Sveučilišta u Dubrovniku. 
Tijelo joj je vitko i cilindrično, jake glave, s izbočenim ustima. Usta su joj puna zakrivljenih oštrih zubi. Ime je dobila po istaknutoj leđnoj peraji, koja strši poviše ribe. Rep joj je izrazito raširen, a ljušture su joj tvrde i grube. Boja joj varira od smeđe do tamno crvene. Hrani se glavonošcima, ribama i račićima, a i sama je plijen većih riba. Naraste do 44.0 cm.

## Rasprostranjenost
Ova vrsta živi na zapadnom dijelu Atlantika, Meksičkom zaljevu i Karibima, istočnom dijelu Atlantika, južno do Zelenortskih Otoka i Senegala, kao i na Mediteranu.

## Vanjske poveznice
|  | Wikivrste imaju podatke o taksonu Barjaktarka |